# Mesochorus nox
Mesochorus nox là một loài tò vò trong họ Ichneumonidae.